# Francisco Ruiz Ramón
Francisco Ruiz Ramón (Játiva, Valencia; 1930-Tampa, Estados Unidos, 17 de enero de 2015) fue un dramaturgo, historiador del teatro y crítico literario español.

## Biografía
Estudió en Valencia el bachillerato y se licenció en 1953 y doctoró en 1962 en la Universidad de Madrid. Fue lector de la Universidad de Oslo (Noruega), 1957-63; profesor asistente de la Universidad de Puerto Rico, 1963-67, y luego asociado en la misma, 1967-68; asociado en la Universidad de Purdue (EE. UU.), 1968-72, y de español en la misma entre 1972 y 1983; de lenguas romances en la Universidad de Chicago, 1983-87, y catedrático Centennial Professor de Español en la Universidad de Vanderbilt, 1987-2002, por la que fue emérito. Ha sido profesor visitante en las universidades de Jaca, Cantabria, Salamanca, Valladolid, Córdoba, Murcia, Giessen, Milán, Amberes, Bourgogne y Montreal.
Fue uno de los hombres fundamentales en la historiografía teatral española del siglo XX; se le debe una Historia del teatro español en dos volúmenes (1964 y 1971, con numerosas ediciones posteriores), varios libros de estudios sobre autores españoles del teatro moderno (Enrique Jardiel Poncela, Antonio Buero Vallejo, Jerónimo López Mozo) y diversas ediciones de clásicos del Siglo de Oro (Lope de Vega, Pedro Calderón de la Barca) y modernos (José Martín Recuerda). Escribió más de doscientos artículos en revistas especializadas, en especial en Golden Age, Modern and Contemporany Spanish Theater and Drama, y formó parte de los consejos editoriales de las revistas estadounidenses Estreno, Revista de Estudios Hispánicos, Crítica Hispánica, Anales de Literatura Española Contemporánea, Bulletin of the Comediantes, Gestos, Ibérica, Purdue University Monographs in Romance Languages y España Contemporánea, de las revistas españolas Cuadernos de Teatro Clásico y Diablo / Texto, de la canadiense Lenguas Literaturas y Sociedades y de la alemana Teatro del Siglo de Oro, Ediciones Críticas, entre otras. Su campo de investigación era el teatro español de todas las épocas, pero también consagró estudios a Benito Pérez Galdós y a la poesía de la Generación del 27. 
Perteneció a la Asociación Internacional de Hispanistas, a la Asociación Internacional del Siglo de Oro y a la Asociación Internacional de Teatro Español y Novohispano de los Siglos de Oro (AITENSO).
Recibió los premios Teatro de Puerto Rico (1963) por Juego de espejos; el Gabriel Miró (1982) por Mrs. Adams, pitonisa; el de Teatro Letras de Oro (EE. UU.) (1988) por El inquisidor; el Valle-Inclán (2001), y el del Festival de Almagro (2003).

## Obras

### Crítica
- Tres personajes galdosianos. Madrid: Revista de Occidente, 1964.
- Historia del teatro español (desde sus orígenes hasta 1900). Madrid: Alianza Editorial, 1.ª edición, 1967; Ediciones Cátedra, 3.ª edición ampliada, 1979; 10.ª edición, 1997.
- Historia del teatro español: siglo XX. Madrid: Alianza Editorial, 1.ª edición, 1971; Cátedra, edición revisada y ampliada, 1976, y 11.ª edición, 1998.
- Estudios del teatro español clásico y contemporáneo. Madrid: Fundación Juan March / Cátedra, 1978.
- Calderón y la tragedia. Madrid: Ediciones Alhambra, 1984.
- Celebración y catarsis. Murcia: Universidad de Murcia, 1988.
- América en el teatro clásico español. Pamplona: EUNASA, 1993.
- Paradigmas del teatro clásico español. Madrid: Cátedra, 1997.
- Calderón nuestro contemporáneo. Madrid: Castalia, 2000.
- Teatro español. Edición en japonés y español. Tokio, 2001.

### Ediciones
- Félix Lope de Vega: El duque de Viseo. Madrid: Alianza Editorial, 1966.
- Pedro Calderón de la Barca: Tragedias. (3 volúmenes). Madrid: Alianza Editorial. Vol. I, 1967; Vol. II, 1968; Vol. III, 1969.
- Pedro Calderón de la Barca: La vida es sueño. El alcalde de Zalamea. Barcelona: Salvat, 1970. 2.ª edición, 1982.
- José Martín Recuerda: Las salvajes..., Las arrecogías... Madrid: Cátedra, 1977. 7.ª edición, 1992.
- Pedro Calderón de la Barca: La cisma de Inglaterra. Madrid: Castalia, 1981.
- Pedro Calderón de la Barca: La hija del aire. Madrid: Cátedra, 1987.
- Félix Lope de Vega: Fuenteovejuna. Edición crítica. Salamanca: 1991.
- Pedro Calderón de la Barca, La hija del aire (2.ª parte) y El cisma de Inglaterra, en Obras maestras. Madrid: Castalia, 2000.

### Teatro
- Nupcias, en Revista de Occidente , n.º 28. Madrid, 1965. pp. 72-86.
- El inquisidor. Barcelona: Salvat, 1989.
- Juego de espejos. Madrid: Editorial Fundamentos, 1991. Estrenada por la compañía de Teatro Experimental de la Universidad de Puerto Rico, en el Teatro Ateneo de Puerto Rico, en octubre de 1964.
- Retablo de Indias. Madrid: Asociación de Directores de Escena de España, 1992.